# بولاک‌مرغ‌ها
بولاک‌مرغ‌ها (نام علمی: Bullockornis) نام یک سرده از تیره راهوارمرغان است.